# Anacroneuria makushi
Anacroneuria makushi är en bäcksländeart som beskrevs av Bill P.Stark 1999. Anacroneuria makushi ingår i släktet Anacroneuria och familjen jättebäcksländor. Inga underarter finns listade i Catalogue of Life.